# Мария Беатриче д’Эсте
Мария Беатриче Риччарда д’Эсте (итал. Maria Beatrice Ricciarda d'Este, 7 апреля 1750[…], Модена — 14 ноября 1829, Вена) — последняя герцогиня Массы и Каррары.

## Биография
Мария Беатриче родилась в 1750 году в Модене. Её отцом был Эрколе III Ринальдо д’Эсте, герцог Модены и Реджо, а матерью — Мария Тереза Чибо-Маласпина, герцогиня Массы и Каррары. Брак её родителей оказался несчастливым, других детей они заводить не стали, и жили порознь.
Как наследница четырёх герцогств, Мария Беатриче стала желанной невестой. Чтобы укрепить австрийское влияние в Италии, императрица Мария Терезия взялась устроить её брак со своим сыном Леопольдом (будущим императором), но обстоятельства сложились иначе, и в итоге Мария Беатриче стала женой его брата — эрцгерцога Фердинанда.
Пара была помолвлена ещё в 1754 году, в младенческом возрасте. Свадьба была сыграна в Милане 15 октября 1771 года. По случаю счастливого события 15-летнему Моцарту заказали оперу «Асканий в Альбе», а Иоганну Хассе — «Il Ruggiero».
Пара поселилась в Модене. В связи с тем, что в герцогстве Модены и Реджо не позволялось наследование женщинами, права на трон герцогства после смерти отца Марии Беатриче перешли к её сыну, однако когда в 1790 году умерла её мать, то Мария Беатриче стала герцогиней Массы и Каррары.
После французского вторжения в Италию Мария Беатриче стала жить в Вене при дворе своего мужа. После разгрома Наполеона Венский конгресс в 1815 году вернул Марии Беатриче герцогство Масса и Каррара. После смерти Марии Беатриче герцогство Масса и Каррара вошло в состав герцогства Модена и Реджо.

## Дети
У Марии и Фердинанда было 10 детей:
- Йозеф Франц (1772—1772)
- Мария Тереза (1773—1832), в 1789 году вышла замуж за короля Сардинии Виктора Эммануила
- Иосифа (1775—1777)
- Мария Леопольдина (1776—1848), в 1795 году вышла замуж за баварского курфюрста Карла Теодора, в 1804 — за графа Людвига Арко.
- Франческо IV д’Эсте (1779—1846), герцог Модены, женился на Марии Беатрисе Савойской;
- Фердинанд Карл Йозеф (1781—1850), командующий австрийской армией в войне с Наполеоном;
- Максимилиан Йозеф (1782—1863), великий магистр Тевтонского ордена
- Мария Антония (1784—1786)
- Карл Амброзиус (1785—1809), примас Венгрии
- Мария Людовика (1787—1816), в 1808 году вышла замуж за австрийского императора Франца II